# Hladomory v českých zemích

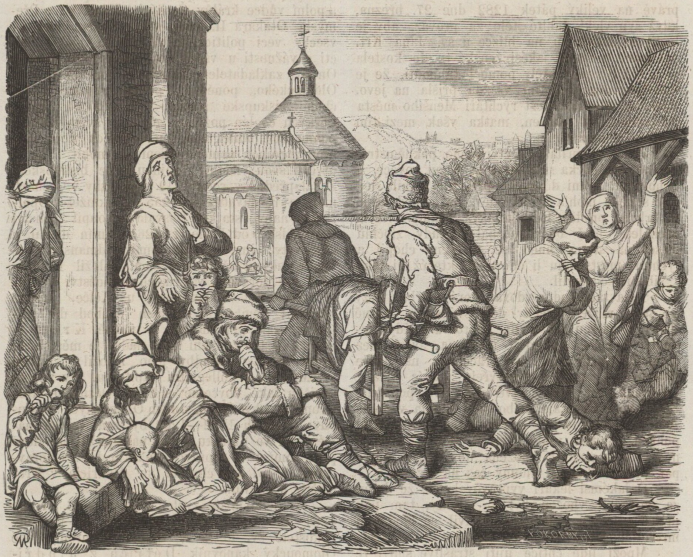
Výjevy z hrůzného hladu a moru v Praze v letech 1281 a 1282 (Česko-moravská kronika, 1862)

V letech 1272 až 1847 byla v českých zemích, tj. převážně na území pozdějšího Česka, zaznamenána řada hladomorů. Jejich nejčastějšími příčinami byly nepřízeň počasí (nadměrné srážky, nízké teploty, krupobití), války a nemoci plodin, což často radikálně přispělo k neúrodě.

## Historie

### 13. století
První zaznamenaný hladomor v českých zemích, způsobený válkami a neúrodou, nastal v letech 1272 až 1282. V letech 1281 a 1282, tedy v době bezvládí po smrti českého krále Přemysla Otakara II. roku 1278, byla pak situace patrně nejhorší. Údajně i dříve majetní řemeslníci museli žebrat od domu k domu, lidé umírali po tisících a byli pohřbíváni v masových hrobech. Odhaduje se, že hladomor způsobil úmrtí 600 tisíc lidí, úmrtí, většinou prostřednictvím endemických morů. Zdokumentovány byly rovněž případu kanibalismu. 
Petr Žitavský píše ve Zbraslavské kronice, že jenom v Praze bylo vykopáno osm hromadných hrobů, každý hluboký dva a půl metru: "Jeden u svatého Petra, do něhož bylo uloženo dva tisíce těl, u kostela svatého Lazara dvě jámy, u kostela svatého Jana dva hroby, ve Psářích dva hroby, u kostele svatého Jana v Oboře jedna jáma. Všechny ty hroby byly zaplněny lidskými těly během šesti měsíců... Chudým byl odpírán vstup do domů ve městě pražském a nebyli přijímáni ani na nocleh pro páchání krádeží, neboť stalo se, že přijati na nocleh zabili hospodáře a zabili jeho rodinu a pobravše lepší věci, odešli. A tak líhali v noci na ulicích a náměstích, zalézajíce jako prasata pro nahotu těla a tuhost mrazu do hnoje, který se vyhazoval z koníren na ulici. Bylť čas zimní a trvalé, velmi tuhé mrazy, a jestliže se v čase letním umíralo jen hladem, zdvojnásobilo se také neštěstí v čase zimním..."

### 14. století
Další hladomor, součást tzv. velkého hladomoru v Evropě nastal v českých zemích v letech 1317 a 1318, způsobený mj. také válčením krále Jana Lucemburského s domácí šlechtou. Reflektují jej také kronikáři Petr Žitavský a Dalimil: Žitavský popisuje kopání masových hrobů pro desítky tisíc mrtvých, úhyn dobytka, tuhou zimu roku 1317, kdy v Praze zamrzla Vltava a opět se objevily případy kanibalismu. Ty uvádí také Dalimilova kronika, ačkoliv pouze z doslechu.
V letech 1361 a 1366 došlo k vlně hladomorů způsobených nedostatkem plodin a neúrodou.

### Hladová léta (1432–1434)
Léta 1432 až 1434 byla v českých zemích známá jako hladová: vedle vrcholících husitských válek, rozpoutaných roku 1419 a víceméně ukončených roku 1434 Bitvou u Lipan, se středoevropský region potýkal s výraznými výkyvy počasí a oba tyto faktory v dotyčných letech vyvolaly nedostatek a tím pádem i nárůst ceny obilí, která po jistou dobu šestkrát vyšší než cena před začátkem konfliktu. Řada lidí si tak obilí nemohla dovolit, dokud se cena nevrátila na přijatelnou míru.
Kolem roku 1560 mělo snížení teploty za následek další neuspokojivou sklizeň a následnou vlnu hladu. Hladomor po válce o rakouské dědictví v roce 1748 zabil jen v severočeských Doksech na 1200 lidí.

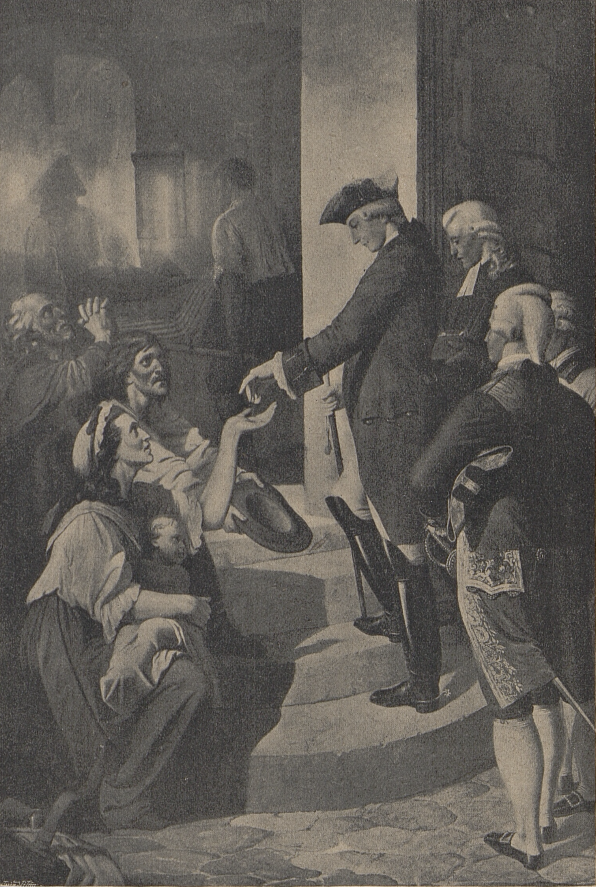
Josef II. za hladu roku 1772 návštěvou v pražské nemocnici (reprodukce obrazu Karla Svobody)

### Velký hladomor (1770–1772)
Od jaře 1770 až do roku 1772 trval v českých zemích další velký hladomor. Celkový počet obětí v jeho důsledku se odhaduje na 250 000 až 500 000 zemřelých, velká část z nich na venkově. Špatná hospodářská situace země, vyčerpané sedmiletou válkou, kombinovaná s několika roky neúrody a problematikou monokultury pěstovaného obilí způsobila potravinovou krizi, během které v zemích Koruny české následkem hladu či zvýšeným šířením nemocí zemřelo zhruba 10–15 % z celkové populace a trvalo přibližně 15 let než počet obyvatel dosáhl stavu před rokem 1771, tedy asi 4,5 milionu. K jeho konci přispěl dovoz potravin ze zahraničí a také masivní rozšíření pěstování brambor.
Na venkově vyvolala situace silnou nevoli a řadu menších revolt, završených na jaře 1775, kdy vypuklo poměrně rozsáhlé povstání sedláků ve východních Čechách, soustředěné kolem svobodné gubernie Antonína Nývlta okolo Rtyně v Podkrkonoší a zakončené porážkou v bitvě u Chlumce nad Cidlinou. K uklidnění těchto nálad potom výrazně přispěl patent o zrušení nevolnictví císaře Josefa II. z roku 1781.

### 19. a 20. století
Poslední hladomor v českých zemích byl v českém Slezsku v roce 1847. Způsoben byl nemocí brambor a v důsledku vedl k úmrtí více než 20 000 lidí.

### Hladové bouře za první světové války
Ke kritickému nedostatku potravin docházelo také v období první světové války, byť nelze danou situaci přímo označit za hladomor. Orientace kolabujícího Rakouska-Uherska na financování a zásobování bojující armády vyvolávala protestní shromáždění, nazývané hladové bouře, v rámci kterých docházelo i ke střetu s c. k. četnictvem a vojskem, a které si vyžádaly několik obětí. K největším demonstracím došlo mj. v Plzni, Prostějově či Pardubicích.